# Arjan Jagt

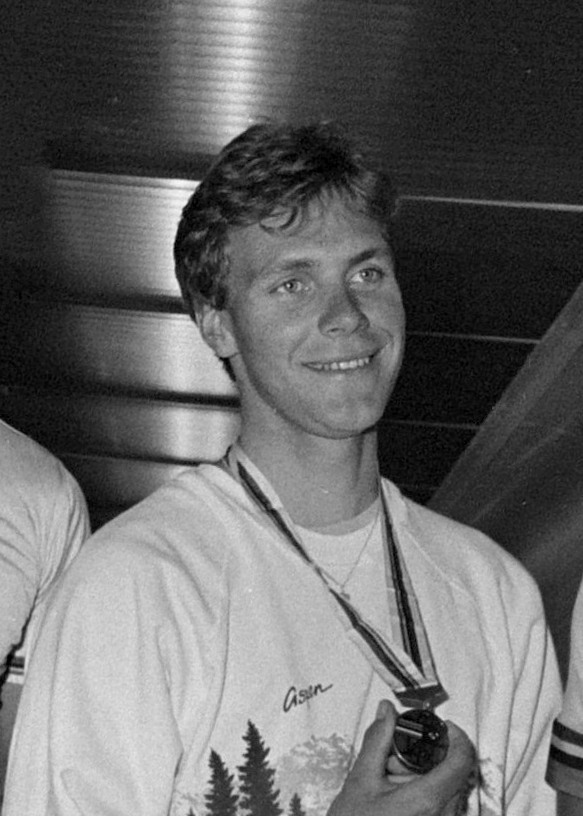
Arjan Jagt 1986

Arjan Jagt (* 1. September 1966 in Assen) ist ein ehemaliger niederländischer Radrennfahrer und nationaler Meister im Radsport.

## Sportliche Laufbahn
Jagt war im Straßenradsport aktiv. Bei den Straßenradsport-Weltmeisterschaften 1986 gewann er beim Sieg von Uwe Ampler die Bronzemedaille im Straßenrennen der Amateure. 1985 siegte er bei einer Etappe im Sealink International Grand Prix. 1986 gewann er den Prolog der Österreich-Rundfahrt und eine Etappe der Rheinland-Pfalz-Rundfahrt, 1987 die Ronde van Limburg und zwei Etappen der Jugoslawien-Rundfahrt. Im Flèche du Sud 1986 wurde Jagt hinter Rob Harmeling Zweiter, in der Olympia’s Tour 1985 Dritter. In der nationalen Meisterschaft im Straßenrennen der Amateure 1987 wurde er Zweiter. Im Etappenrennen Grand Prix François Faber 1987 wurde Jagt Dritter, 1988 gewann er dort eine Etappe. Im Cinturón Ciclista Internacional a Mallorca 1988 holte Jagt einen Tageserfolg. 1987 belegte er in der Internationalen Friedensfahrt den 27. Rang, 1988 war er ausgeschieden.
Ab Juni 1988 bis 1991 war er Berufsfahrer. 1988 siegte Jagt im Großen Preis des Kantons Aargau und auf einer Etappe der Griechenland-Rundfahrt.